# Куосманен, Сакари
Са́кари Ку́османен (фин. Sakari Jyrki Kuosmanen, род. 6 сентября 1956 в Хельсинки, в настоящее время живёт в Силлиньярви) — финский певец и актёр. Записал ряд сольных альбомов, также сотрудничал с группами Sleepy Sleepers, Leningrad Cowboys и с Юйсе Лескиненом. Кроме того, сыграл в ряде фильмов Аки Каурисмяки. В 2006 году открыл свой ресторан в первом в Финляндии торговом городе Идеапарк.

## Дискография

### Альбомы
- Sakari Kuosmanen (1985)
- Ihana elämä (1986)
- Suurin onni (1989)
- Kuu ja Kulkija (1995)
- Yö katseessasi (1999)
- Pieni sydän (2002)
- Entä jos… (2003)
- Suojaton (2006)

### Сборники
- Onnen lyhteitä — 32 kulkijan laulua (2001)
- 20 suosikkia — Kaihon kultamaa (2002)
- Suomihuiput (2003)

## Фильмография
- Союз Каламари (1985)
- Рокки VI (1986, короткометражный)
- Тени в раю (1986)
- Thru the Wire (1987)
- Макбет (1987)
- Хельсинки – Неаполь всю ночь напролёт (1987)
- Ариэль (1988)
- Ча-Ча-Ча (1989)
- Ленинградские ковбои едут в Америку (1989)
- Ночь на Земле (1991)
- Iron Horsemen (1995)
- Вдаль уплывают облака (1996)
- Это должно случиться (1999)
- Юха (1999)
- Человек без прошлого (2002)
- Жемчуг и свиньи (2003)
- Развод по-фински, или Дом, где растёт любовь (2009)
- Haarautuvan rakkauden talo (2009)
- По ту сторону надежды (2017)